# Picassaut et ses évolutions
Picassaut, Piclairon et Bazoucan sont une famille de Pokémon de type Normal et Vol de la septième génération.
Picassaut a été révélé mondialement le 14 juin 2016, lors de la diffusion d'un Nintendo Treehouse à l'E3.

## Création

### Étymologie
Le nom français « Picassaut » est un mélange des mots « pic » et « assaut ».  « Picassaut » est un homophone de Picasso.

## Description

### Picassaut
Picassaut est un petit oiseau noir, à l'intérieur des ailes, au col et à la face blanche ; et il est pourvu d'une crête rouge et d'un bec gris.

## Apparitions

### Série télévisée et films
- SAISON 20 EP 4 -   Première capture à Alola , façon Ketchum !

Bazoucan apparait dans le SL004.

### Descriptions du Pokédex
Description de Bazoucan dans l'épisode 943.
Épisode 943
Le Pokémon Canon est la forme évoluée de Piclairon. Son bec peut atteindre une température de 200° et peut donc infliger de sérieuses brûlures.